# Freiburger Thesen
De Freiburger Thesen (Nederlands: Stellingen van Freiburg) werden op 27 oktober 1971 tijdens de partijdag van de Vrije Democratische Partij (FDP) in Freiburg im Breisgau aanvaard als oriëntatieprogramma voor een hervormingsgezind "sociaal liberalisme". De stellingen werden geformuleerd na de voor de FDP desastreus verlopen Bondsdagverkiezingen van 1969 waarbij de partij 19 zetels verloor, maar desondanks een regering vormde met de Sociaal-Democratische Partij van Duitsland (SPD) van Willy Brandt.

## Ontstaan van de Freiburger Thesen
Directe aanleiding voor de formulering van de Freiburger Thesen waren de verkiezing van Walter Scheel tot partijvoorzitter van de FDP als opvolger van de conservatieve Erich Mende. De FDP bevond zich sinds 1966 buiten de regering, toen de Christen-Democratische Unie (CDU) en de Sociaal-Democratische Partij van Duitsland (SPD) een "grote coalitie" vormden. De nieuwe leiding van de FDP was bevreesd dat Duitsland zich in de toekomst tot een tweepartijstaat zou ontwikkelen, waar geen ruimte meer zou zijn voor een derde partij. Om dit te voorkomen moest de FDP zich van een burgerlijk liberale partij die zich uitsluitend richtte op de hogere klasse ontwikkelen tot een hervormingsgezinde, sociaalliberale partij, die zich vooral zou moeten richten op de moderne middenklasse.
In 1969 leed de FDP een grote verkiezingsnederlaag, maar slaagde er toch in om een coalitie te vormen met de SPD. Als gevolg hiervan traden uit onvrede over de nieuwe coalitie verscheidene parlementsleden over naar de CDU. De SPD-FDP regering behield echter haar meerderheid.
Scheel verzamelde een groep hervormingsgezinde liberalen op zich heen zoals bestuurslid Werner Maihofer en de secretaris-generaal Karl-Hermann Flach die zich zouden toeleggen op het formuleren van nieuwe uitgangspunten. Dit resulteerde in de totstandkoming van de Freiburger Thesen die in 1972 door de partijdag van de FDP werden aangenomen. De Freiburger Thesen bleven toonaangevend voor het beleid van de FDP totdat zij in 1977 reeds door de Kieler Thesen werden afgelost.

## Inhoud van de Freiburger Thesen
In de jaren 50 en '60 was de FDP uitsluitend geïnteresseerd in het economisch liberalisme. De FDP verkoos in die periode een coalitie met de CDU boven een coalitie met de SPD. Toen de FDP in 1966 in de oppositie terechtkwam was een grondige hervorming van de partij noodzakelijk wilde zij in de toekomst nog een rol van betekenis gaan spelen in de Duitse politiek. In 1968 vond er een ruk naar links plaats binnen de FDP resulterend in de Freiburger Thesen die duidelijk sociaal-liberaal gekleurd zijn. De vier centrale stellingen luiden:
- "Liberalisme kiest partij voor menselijke waardigheid door zelfbeschikking";
- "Liberalisme kiest partij voor vooruitgang door (wetenschappelijke) kennis";
- "Liberalisme bepleit democratisering van de samenleving";
- "Liberalisme bepleit de hervorming van het kapitalisme".

De Freiburger Thesen was het eerste programma van de FDP dat aandacht vroeg voor het milieu: "Het milieu heeft voorrang boven het winststreven en persoonlijk voordeel". De partij was daarmee de eerste in het parlement vertegenwoordigde partij met een milieuparagraaf. Verder ademen de stellingen een grote mate van individualisme uit. Wat betreft de hervorming van het kapitalisme en de democratisering van de samenleving bepleitte de FDP sinds 1972 medezeggenschap van werknemers in bedrijven. Voortaan werd ook de staat niet langer gezien als een bedreiging van de burger in diens persoonlijke en economische vrijheid, maar gezien als een positieve instelling die juist voorwaarden voor de vrijheden schept. Hiermee vertoont stelling nummer vier sterke overeenkomst met het ordoliberalisme. Hiermee vertonen de Freiburger Thesen dus niet alleen sterke verwantschap met het sociaalliberalisme, maar ook met het ordoliberalisme dat een derde weg wil bieden tussen de laisser-faire-economie en het staatssocialisme. Dit was ook precies wat de samenstellers van de stellingen voor ogen hadden: een alternatief bieden voor het neoliberalisme en het marxisme.
Inhoudelijk nemen de thesen een positie in tussen het ordoliberalisme en het sociaalliberalisme.

## Freiburger Kreis
Toen de Freiburger Thesen in 1977 werden afgelost door de Kieler Thesen vond dit geen algemene instemming binnen de FDP. Een aantal linkse liberalen vormden binnen de FDP het Freiburger Kreis dat streeft naar de herinvoering van de stellingen van Freiburg. Linkse liberalen vormen thans een kleine minderheid binnen de FDP.
Na de verkiezingsnederlaag van de FDP bij de Bondsdagverkiezingen van 2013 waarbij de FDP de kiesdrempel niet haalde, neemt de interesse voor de Freiburger Thesen toe, ook bij de meer conservatieve leden van de partij.